# Baeckea linifolia
Baeckea linifolia är en myrtenväxtart som beskrevs av Edward Rudge. Baeckea linifolia ingår i släktet Baeckea och familjen myrtenväxter. Inga underarter finns listade i Catalogue of Life.